# Caspar von Siebold
Eduard Caspar Jakob von Siebold, född 19 mars 1801 i Würzburg, död 27 oktober 1861 i Göttingen, var en tysk läkare. Han var son till Elias von Siebold och bror till Carl von Siebold.
Siebold blev 1826 medicine doktor, docent i obstetrik i Berlin 1827 och professor i detta ämne i Marburg 1829. År 1833 blev han direktor för kvinnokliniken i Göttingen, en befattning han behöll fram till sin död.
Som obstetriker stod han på en förgången tids ståndpunkt; han förmådde därför inte följa med och tillägna sig sin tids väldiga framsteg inom medicinen. Tack vare en mycket betydande klassisk bildning kunde han dock författa det värdefulla arbetet Versuch einer Geschichte der Geburtshülfe (två band, 1839-45).